# Dèlia Brufau i Centelles
Dèlia Brufau i Centelles   (Barcelona, 15 d'octubre de 1998) és una actriu catalana coneguda sobretot pel paper d'Emma Ricou a la sèrie juvenil de Les de l'hoquei, produïda per TV3 i Brutal Media. També ha protagonitzat Tú no eres especial, una sèrie de Netflix rodada a Navarra i estrenada el 2022, i ha participat en La voluntària, un film de Nely Reguera amb Carmen Machi i Itsaso Arana en els papers protagonistes.
A més, ha treballat com a intèrpret en diversos curtmetratges: Tótem Loba, dirigit per l'actriu Verónica Echegi i nominat als XXXVI Premis Goya en la categoria de Goya al millor curtmetratge de ficció, Sintra III, dirigit per Aitor Echeverría i Iván Casajús, i Benatae, d'Eva Martos.